# June-Nunatak
Der June-Nunatak ist der mittlere dreier Nunatakker inmitten des Liv-Gletschers im Königin-Maud-Gebirge in der antarktischen Ross Dependency. Er ragt 6,5 km südöstlich des Mount Wells auf.
Die Südgruppe der New Zealand Geological Survey Antarctic Expedition (1961–1962) benannte ihn nach Harold Irving June (1895–1962), Maschinist und Flugzeugführer beim Flug des US-amerikanischen Polarforschers Richard Evelyn Byrd zum geographischen Südpol im November 1929.